# Belalcázar
Belalcázar este un oraș din Spania, situat în provincia Cordoba din comunitatea autonomă Andaluzia. Are o populație de 3.567 de locuitori.